# Željko Vela
Željko Vela (Makarska, 16. srpnja 1969.) - hrvatski sportski novinar, televizijski komentator i urednik, diplomirani sociolog i profesor sociologije
Rodio se u Makarskoj 16. srpnja 1969. godine. Išao je u srednju ekonomsku školu, a na Filozofskom fakultetu diplomirao je sociologiju.
Željko Vela ima dugogodišnju karijeru na televiziji, proveo je petnaest godina na HTV-u od 1994. godine, bio je urednik na Arena sportu te dodatne četiri godine na Novoj TV od 2011. kao sportski novinar, urednik i komentator, a nakon toga je prešao u producentske vode 2015. godine, kada je imenovan sportskim direktorom „Sportske dimenzije”, tvrtke koja posjeduje televizijska prava za emitiranje Hrvatske nogometne lige.
Bio je sportski komentator na dvjema Olimpijskim igrama u Ateni 2004. i u Pekingu 2008. te na pet svjetskih nogometnih prvenstava od Francuske 1998. do Brazila 2014. te vršitelj dužnosti direktora programa HTV-a 2007. godine. Posebno se istaknuo za vrijeme Svjetskoga nogometnog prvenstva u Njemačkoj 2006., kad se proslavio komentiranjem u paru sa Srećkom Bogdanom Čečijem.
Nakon duge pauze, ponovno je komentirao utakmice na HTV-u za vrijeme Europskoga prvenstva u nogometu – Njemačka 2024.